# Гольцы (род)
Гольцы (лат. Salvelinus) — род лучепёрых рыб подсемейства лососёвых семейства лососёвых. 

## Виды
- Salvelinus agassizii — серебристый голец, или голец Агассица[1]
- Salvelinus albus — белый голец[2]
- Salvelinus alpinus — арктический голец[2]
  - Salvelinus alpinus alpinus
  - Salvelinus alpinus erythrinus — даватчан
  - Salvelinus alpinus orientalis — восточносибирский голец, иногда рассматривается как вид
  - Salvelinus alpinus andriashevi — чукотский голец, иногда рассматривается как вид
- Salvelinus anaktuvukensis — эскимосский голец[1]
- Salvelinus boganidae — боганидская палия[3] (боганидский голец[4])[2]
- Salvelinus colii — ирландский голец
- Salvelinus confluentus — большеголовый голец[1]
- Salvelinus curilus
- Salvelinus czerskii — голец Черского[2]
- Salvelinus drjagini — голец Дрягина[2]
- Salvelinus elgyticus — малоротая палия[3]
- Salvelinus fimbriatus
- Salvelinus fontinalis — американская палия, или американский голец[1]
- Salvelinus gracillimus
- Salvelinus grayi
- Salvelinus gritzenkoi
- Salvelinus inframundus
- Salvelinus jacuticus — якутский голец[2]
- Salvelinus killinensis
- Salvelinus krogiusae
- Salvelinus kronocius — длинноголовый голец[2]
- Salvelinus kuznetzovi
- Salvelinus lepechini — палия[2]
- Salvelinus leucomaenis — кунджа[2]
- Salvelinus levanidovi — голец Леванидова[2]
- Salvelinus lonsdalii
- Salvelinus mallochi
- Salvelinus malma — мальма[2]
- Salvelinus maxillaris
- Salvelinus murta
- Salvelinus namaycush — озёрный голец-кристивомер[1], американская озёрная палия[3]
- Salvelinus neiva — нейва[2]
- Salvelinus obtusus
- Salvelinus perisii
- Salvelinus profundus
- Salvelinus scharffi
- Salvelinus schmidti — голец Шмидта[2]
- Salvelinus struanensis
- Salvelinus taimyricus — таймырский голец[2]
- Salvelinus taranetzi — голец Таранца[2]
- Salvelinus thingvallensis
- Salvelinus tolmachoffi — есейская палия[3]
- Salvelinus trevelyani
- Salvelinus umbla
- Salvelinus willoughbii
- Salvelinus youngeri